# Tectaria setulosa
Tectaria setulosa är en ormbunkeart som först beskrevs av Bak., och fick sitt nu gällande namn av Holtt. Tectaria setulosa ingår i släktet Tectaria och familjen Tectariaceae. Utöver nominatformen finns också underarten T. s. raciborskii.